# Александерсон, Эрнест
Эрнст Фредерик Уернер Александерсон (англ. Ernst Frederick Werner Alexanderson; 25 января 1878, Уппсала — 14 мая 1975, Скенектади) — изобретатель электромашинного генератора переменного тока высокой частоты.
Награждён медалью почёта Института радиоинженеров (1919) и медалью Эдисона (1944).

## Биография
Родился в Швеции. В 1901 году переехал жить в США. В 1902 году был принят на работу в компанию Дженерал Электрик (GE). В 1904 году приступил к выполнению заказа Реджинальда Фессендена, согласно которому требовалось создать электромашинный преобразователь (генератор переменного тока, устаревшее название — альтернатор), генерирующий напряжение с частотой до 100 кГц и мощностью до 1000 Вт. Александерсон успешно справился с поставленной задачей. Благодаря альтернатору Александерсона с частотой 50 кГц Реджинальд Фессенден 24 декабря 1906 года впервые в мире осуществил беспроводную передачу звукового сигнала. Впоследствии частота была доведена до 75 кГц при мощности 500 Вт.
В 1915 году Маркони сделал предложение GE продать исключительные права на производство и продажу альтернаторов, но по просьбе президента США Вильсона компания не согласилась. После этого оборудование Маркони перестало использоваться на построенной в США радиостанции и было заменено на альтернаторы Александерсона.
В 1919 году Маркони снова попробовал получить права на альтернаторы Александерсона. Попытка оказалось неудачной. Для того, чтобы «противодействовать иностранному монополизму», в США была организована радиокорпорация RCA, главным инженером которой стал Александерсон. Корпорация, в частности, должна была заниматься маркетингом альтернаторов.
Первой задачей, которая была решена под руководством Александерсона, стало оборудование радиостанции в Лонг-Айленде, которая была предназначена для международного вещания связи. Одна из её антенн была направлена на Швецию, где была построена радиостанция в Гриметоне, оборудованная альтернатором Александерсона. Шведская радиостанция была торжественно открыта в 1925 году. На церемонии присутствовали король Швеции Густав V и главный инженер RCA Александерсон с вице-президентом корпорации Давидом Сарновым. К настоящему времени эта радиостанция функционирует и является единственной в мире радиостанцией, на которой используются альтернаторы.
За годы работы в США (до 1948 года) Александерсон запатентовал более 340 изобретений (последний патент получил в возрасте 89 лет). В 1924 году он впервые в мире смог передать факсимильное сообщение через Атлантику. Во время Второй мировой войны для наводки пушек использовался разработанный Александерсоном электромеханический усилитель.
Большого успеха достиг Александерсон в области построения эффективных антенных передающих систем. Его антенны имели КПД более 50 %, в то время как у других конструкторов обычно не выше 10—15 %. Так, одна из антенн Александерсона для диапазона сверхдлинных волн, построенная в 1919 году, представляла собой систему из 6 вибраторов. Она имела подвешенную на двенадцати 140-метровых опорах горизонтальную сеть. Сеть состояла из 12 проводов, которые через равные промежутки были заземлены через удлинительные катушки индуктивности, настроенные в резонанс на рабочую частоту. Пролёты между мачтами составляли около 400 м, общая длина антенны была около 2 км. Такая конструкция давала значительно меньшие потери в земле:131, 133. Патент на эту антенну, а также на некоторые её варианты был получен Александерсоном в 1920 году с приоритетом от 13 сентября 1917 года. Принято считать, что антенна Александерсона стала прототипом многих антенн мощных радиостанций диапазона VLF (3—30 кГц), в том числе антенны радиостанции «Голиаф», на что указывают некоторые исследователи истории развития техники.

## Память
Награждён медалями Почета и Эдисона Института радиоинженеров (ныне IEEE). В 1983 году имя Александерсона было записано в книгу величайших изобретений, которая находится на хранении Национальном зале славы изобретателей (NIHF) и книгу Зала славы Ассоциации потребительской электроники (CEA).
До настоящего времени поддерживается в рабочем состоянии и периодически (раз в год) выходит в эфир на частоте 17,2 кГц уникальная Гриметонская радиостанция, расположенная недалеко от г. Варберг (Швеция). Радиостанция запускается в ближайшее воскресенье к дате 2 июля, которая считается в Швеции днём Александерсена. В этот день, в строго определённые часы, в эфир телеграфом передается позывной радиостанции «SAQ» и поздравления с праздником. Гриметонская радиостанция единственная, сохранившаяся до настоящего времени, в которой источником колебаний высокой частоты является альтернатор. Радиостанция является объектом всемирного наследия ЮНЕСКО.